# Hans Breitensträter
Hans Breitensträter (* 9. Februar 1897 in Hecklingen; † 31. Januar 1972) war in den 1910er und 1920er Jahren einer der weltbesten Schwergewichtsboxer.

## Leben

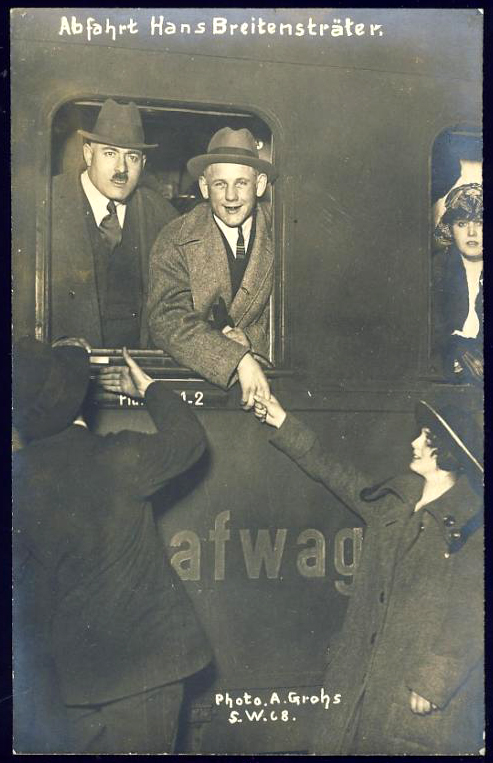
„Abfahrt ...“ im Schlafwagen, Foto-Ansichtskarte von Alfred Grohs

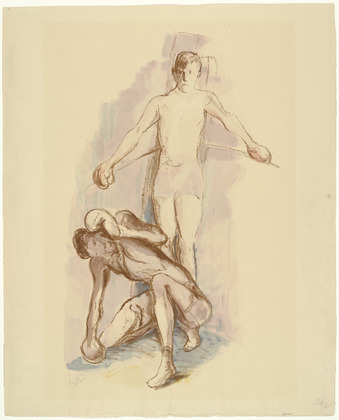
„Der Boxer Hans Breitensträter“, Lithografie nach Rudolf Großmann, 1921 ediert von Alfred Flechtheim

Breitensträter kam, wie viele andere deutsche Boxer auch, während des Ersten Weltkrieges im Kriegsgefangenenlager auf der Isle of Man zum Boxen.
Er begann im August 1919 seine Profikarriere. Breitensträter wurde ein zu damaliger Zeit neuer Typ von Berufssportler und sehr bald ein Star. Er war charismatisch, blond (genannt: Blonder Hans), schön und durchtrainiert, spielte Geige, züchtete Orchideen und sammelte Plüschbären. Er boxte einen attraktiven Angriffsstil.
Bereits im Oktober 1919 kämpfte er erstmals um die deutsche Meisterschaft, verlor noch jedoch nach Punkten gegen den Titelverteidiger Otto Flint. Doch schon sechs Monate später gewann er im Rückkampf gegen Flint durch einen KO-Sieg den Meistertitel.
1924 verlor er seinen Titel an den erfahrenen Konterboxer Paul Samson-Körner. Samson-Körner hatte ihn 1922 schon in einem Nichttitelkampf ausgeknockt und konnte ihn durch einen Zufallstreffer erneut vorzeitig schlagen. Im Jahr 1925 gewann Breitensträter den Titel durch einen Punktsieg im dritten Aufeinandertreffen mit Samson-Körner zurück. 1927 verlor er den Titel schließlich an Rudi Wagener.
Aufgrund der Restriktionen des Versailler Vertrages waren bis 1924 alle deutschen Sportler von internationalen Wettkämpfen ausgeschlossen, so dass Breitensträter während seiner sportlich besten Jahre nicht um bedeutendere Titel boxen konnte.
1925 kam es im Berliner Sportpalast zum Kampf gegen den deutlich größeren, späteren Europameister Paolino Uzcudun. Schon acht Tage vorher waren die 15.000 Plätze restlos ausverkauft. Uzcudun gewann durch K. o. Dieser Kampf war Thema des ersten deutschen Sportfilms.
Im Laufe des Jahres 1927 kämpfte er noch zwei Mal gegen Franz Diener, den ersten Kampf verlor er durch K. o., die zweite Begegnung blieb ohne Wertung. 1928 beendete er nach zuletzt fünf Niederlagen in Serie schließlich seine Karriere.
Posthum erschien 1976 von dem Autor Hans Breitensträter in der Zeitschrift Die Zeit ein Artikel unter dem Titel „Soll ein Sportsmann heiraten?“